# La Clinique sanglante
Pour plus de détails, voir Fiche technique et Distribution.
La Clinique sanglante (titre original : La bestia uccide a sangue freddo) est un giallo italien réalisé par Fernando Di Leo, sorti en 1971.

## Synopsis
La énième querelle entre Hans et sa femme Ruth se termine par le voyage du mari pour faire enfermer son épouse dans une clinique psychiatrique dirigée par le professeur Osterman qui traite de belles patientes dans un cadre somptueux et agréable. Mais voilà que la nuit dans cet hôpital se promène un individu coiffé d’un capuchon qui, après avoir essayé en vain d’assassiner la riche Mme Cheryl Hume, décapite une infirmière dans le jardin, poignarde de façon barbare Ruth dans son lit, enferme dans la Vierge de Nuremberg un chauffeur coupable de l'avoir dérangé, massacre à la hache Anna (une nymphomane) et frappe avec la flèche d'une arbalète ancienne miss Pearl par la fenêtre de la chambre où elle consomme une relation lesbienne avec l'infirmière Hilde. Le Dr Osterman et son indéchiffrable assistant, le Dr Francis Klay, tentent d'enrayer la propagation de la panique à la clinique en cachant provisoirement à la police l'ampleur du massacre, mais ils demandent ensuite l'aide de l'inspecteur Korres qui, avec Cheryl pour appât, tend un piège pour attraper le meurtrier. Celui-ci n’était autre que Harold Hume, le mari de Cheryl, qui voulait la tuer pour hériter de la compagnie. Démasqué, il frappe deux policiers dans sa fuite et, après s'être réfugié dans la chambre des infirmières, procède à leur massacre avant d'être finalement abattu par une rafale de balles.

## Fiche technique
Sauf indication contraire, les informations mentionnées dans cette section peuvent être confirmées par la base de données cinématographiques IMDb,  présente dans la section « Liens externes ».
- Titre français : La Clinique sanglante ou La Clinique des ténèbres Les Insatisfaites Poupées érotiques du docteur Hitchcock ou Les Insatiables poupées érotiques[2]
- Titre original : La bestia uccide a sangue freddo[3]
- Réalisation : Fernando Di Leo
- Scénario : Fernando Di Leo et Nino Latino
- Production : Tiziano Longo et Armando Novelli
- Société de production : Cineproduzioni Daunia 70
- Musique : Silvano Spadaccino
- Photographie : Franco Villa (de)
- Montage : Amedeo Giomini
- Décors : Teresa Ferrone et Nicola Tamburo
- Pays d'origine :  Italie
- Format : Couleurs - 2,35:1 - Mono - 35 mm
- Genre : Giallo, thriller érotique
- Durée : 97 minutes
- Dates de sortie : 
  - Italie : 2 août 1971
  - France : 1er mars 1973[2]
- Classification :
  - Italie : Interdit aux moins de 18 ans[3]

## Distribution
- Klaus Kinski  (V.F : Jacques Thebault) : le docteur Francis Clay
- Margaret Lee : Cheryl Hume
- Rosalba Neri : Anne Palmieri
- Jane Garret : Mara
- John Karlsen (V.F : Jean-Henri Chambois)  : le professeur Osterman
- Gioia Desideri : Ruth
- John Ely : le jardinier
- Monica Strebel : l'infirmière Helen
- Enzo Spitaleri  (VF : Jean-Claude Michel) : Hans le mari de Ruth
- Ettore Geri  (VF : Claude Bertrand) : Inspecteur Korres
- Piero Nistri : Le mari de Cheryl

## Autour du film
- Le tournage n'a duré que douze jours[4].
- Contrairement à l'Italie ou les États-Unis, le film fut distribué dans les salles françaises dans une version non censurée.
- Le film contient une scène érotique saphique entre Monica Strebel et Jane Garret[5].